# 法萊紐
法萊紐（英語：Faleniu）是美屬薩摩亞圖圖伊拉島西部的一個村莊。它位於圖拉羅塔縣。
截至2010年，法萊紐的人口中之高中畢業率為61.7%，是美屬薩摩亞的村莊中最低的。同樣在2010年，法萊紐是美屬薩摩亞人口最密集的村莊（人口密度為每平方英里7,741.2人）。
根據2010年美國人口普查的數據顯示，法萊紐的居住人口為1,898人。